# Светско првенство у пливању у малим базенима 2006.
Светско првенство у пливању у малим базенима 2006. (енгл. 8th FINA World Swimming Championships (25m)) је било осмо по реду светско првенство у пливању у малим базенима (базени дужине 25 метара) одржано у организацији Међународне федерације водених спортова (тадашње FINA). Такмичење је одржано у периоду 5 — 9. априла 2006, на монтажном базену спортског центра Ћиџунг (Qizhong Stadium) у Шангају, у Кини. На првенству је учествовало 578 такмичара из до тада рекордних 116 земаља учесница. Такмичења су се, као и две године раније на првенству у Индијанаполису, одвијала у 40 дисциплина, по 20 у обе конкуренције.
Са укупно 25 освојених медаља, од чега је 12 било златних, репрезентација Аустралије је била најуспешнија нација на првенству. Био је то укупно пети пут да је аустралијски тим такмичење окончао са највише освојених медаља на такмичењу (исти успех су постигли и на првенствима 1995, 1997, 1999. и 2002. године). На другом месту су били пливачи из Сједињених Држава са 21 освојеном медаљом (6 злата), док је домаћа репрезентација Кине такмичење окончала на трећем месту са 5 злата и укупно 12 медаља. Укупно су 23 нације освајале медаље на овом такмичењу.
Код мушкараца најуспешнији појединац је био аустралијски репрезентативац Мејту Велш са освојене 4 златне и једном бронзаном медаљом. Са по 3 освојене златне медаље издвојили су се и Рик Нитлинг из Јужноафричке Републике и Рајан Локти из Сједињених Држава. Са освојених 5 златних и 1 сребрном медаљом, Аустралијанка Либи Лентон је била најуспешнија у конкуренцији жена, што је уједно био и највреднији резултат читавог првенства.
Репрезентацију тадашње Србије и Црне Горе су представљали Мирослава Најдановски и Радован Сиљевски. Мирослава је остварила пласмане на 28. и 32. место у квалификацијама трка на 50 и 100 метара слободним стилом, док је Сиљевски остварио два пласмана на 43 место у тркама на 50 слободно и 50 делфин, односно 60. место у трци на 100 метара слободним стилом.

## Освајачи медаља

### Мушкарци
| Дисциплина       |                                                                          | Резултат    |                                                                 | Резултат |                                                                     | Резултат |
| 50 м слободно    | Дује Драгања Хрватска                                                    | 21.38       | Кален Џонс Сједињене Државе                                     | 21.52    | Александар Волинец Украјина Ник Брунели Сједињене Државе            | 21.62    |
| 100 м слободно   | Рик Нитлинг Јужна Африка                                                 | 47.24       | Филипо Мањини Италија                                           | 47.31    | Хосе Меоланс Аргентина                                              | 47.87    |
| 200 м слободно   | Рик Нитлинг Јужна Африка                                                 | 1:43.51     | Филипо Мањини Италија                                           | 1:43.78  | Масимилијано Росолино Италија                                       | 1:44.67  |
| 400 м слободно   | Јуриј Прилуков Русија                                                    | 3:38:08     | Парк Техван Јужна Кореја                                        | 3:40.43  | Масимилијано Росолино Италија                                       | 3:41.04  |
| 1500 м слободно  | Јуриј Прилуков Русија                                                    | 14:23.92 CR | Парк Техван Јужна Кореја                                        | 14:33.28 | Лин Џанг Кина                                                       | 14:42.82 |
|                  |                                                                          |             |                                                                 |          |                                                                     |          |
| 50 м леђно       | Метју Велш Аустралија                                                    | 23.53       | Томас Рупрат Немачка                                            | 23.70    | Хелге Меув Немачка                                                  | 24.01    |
| 100 м леђно      | Метју Велш Аустралија                                                    | 51.09       | Маркус Роган Аустрија                                           | 51.48    | Рендал Бал Сједињене ДржавеХелге Меув Немачка                       | 51.63    |
| 200 м леђно      | Рајан Локти Сједињене Државе                                             | 1:49.05 СР  | Маркус Роган Аустрија                                           | 1:50.97  | Метју Велш Аустралија                                               | 1:53.10  |
|                  |                                                                          |             |                                                                 |          |                                                                     |          |
| 50 м прсно       | Олег Лисогор Украјина                                                    | 26.39 РПр   | Алесандро Терин Италија                                         | 26.60    | Кристофер Кук Велика Британија                                      | 27.17    |
| 100 м прсно      | Олег Лисогор Украјина                                                    | 58.14 РПр   | Брентон Рикард Аустралија                                       | 58.70    | Александар Дале Оен Норвешка                                        | 59.16    |
| 200 м прсно      | Владислав Пољаков Казахстан                                              | 2:06.95     | Брентон Рикард Аустралија                                       | 2:07.52  | Јевгениј Рижков Казахстан                                           | 2:07.94  |
|                  |                                                                          |             |                                                                 |          |                                                                     |          |
| 50 м делфин      | Метју Велш Аустралија                                                    | 23.05       | Сергиј Бреус Украјина                                           | 23.06    | Кајо де Алмеида Бразил                                              | 23.07    |
| 100 м делфин     | Кайо де Алмеида Бразил                                                   | 51.07       | Алберт Субиратс Венецуела                                       | 51.23    | Џејми Крамер Сједињене Државе                                       | 51.53    |
| 200 м делфин     | Ву Пенг Кина                                                             | 1:52.36 РПр | Мос Бурместер Нови Зеланд                                       | 1:53.94  | Николај Скворцов Русија                                             | 1:54.09  |
|                  |                                                                          |             |                                                                 |          |                                                                     |          |
| 100 м мешовито   | Рик Нитлинг Јужна Африка                                                 | 52.42 РПр   | Петер Манкоч Словенија                                          | 53.00    | Стефан Нистранд Шведска                                             | 53.97    |
| 200 м мешовито   | Рајан Локти Сједињене Државе                                             | 1:53.31 СР  | Маркус Роган Аустрија                                           | 1:55.68  | Игор Березуцкиј Русија                                              | 1:56.64  |
| 400 м меовито    | Рајан Локти Сједињене Државе                                             | 4:02.49 РПр | Лука Марин Италија                                              | 4:05.12  | Игор Березуцкиј Русија                                              | 4:06.81  |
|                  |                                                                          |             |                                                                 |          |                                                                     |          |
| 4×100 м слободно | Италија Алесандро Калви Клаус Ланцарини Кристијан Галенда Филипо Мањини  | 3:10.74     | Шведска Маркус Пил Ларс Фреландер Јонас Тили Стефан Нистранд    | 3:11.63  | Сједињене Државе Ник Брунели Рајан Локти Мет Гриверс Џејсон Лезак   | 3:11.92  |
| 4×200 м слободно | Италија Масимилијано Росолино Матео Пеличјари Никола Касио Филипо Мањини | 6:59.08 РПр | Аустралија Ендрју Мјуинг Луис Пол Грент Бритс Николас Фрост     | 7:04.16  | Сједињене Државе Рајан Локти Ник Брунели Џејми Крамер Ларсен Џенсен | 7:04.34  |
| 4×100 м мешовито | Аустралија Метју Велш Брентон Рикард Адам Пајн Ешли Калус                | 3:27.71     | Сједињене Државе Рајан Локти Скот Ушер Џејми Крамер Ник Брунели | 3:28.00  | Украјина Андреј Олејњик Олег Лисогор Сергеј Адвена Андреј Сердинов  | 3:28.62  |

### Жене
| Дисциплина       |                                                                   | Резултат    |                                                                          | Резултат |                                                                         | Резултат |
| 50 м слободно    | Либи Лентон Аустралија Аустралија                                 | 23.97       | Тересе Алсхамар Шведска Шведска                                          | 23.98    | Марлен Велдхојс Холандија Холандија                                     | 24.25    |
| 100 м слободно   | Либи Лентон Аустралија                                            | 52.33       | Марлен Велдхојс Холандија                                                | 53.33    | Марица Кореја Сједињене Државе                                          | 53.54    |
| 200 м слободно   | Јанг Ју Кина                                                      | 1:54.94     | Федерика Пелегрини Италија                                               | 1:55.15  | Аника Либс Немачка                                                      | 1:55.56  |
| 400 м слободно   | Кејт Циглер Сједињене Државе                                      | 4:01.79     | Бронте Барат Аустралија                                                  | 4:03.29  | Федерика Пелегрини Италија                                              | 4:03.63  |
| 800 м слободно   | Анастасија Иваненко Русија                                        | 8:11.99 РПр | Кејт Циглер Сједињене Државе                                             | 8:14.12  | Ребека Кук Велика Британија                                             | 8:20.02  |
|                  |                                                                   |             |                                                                          |          |                                                                         |          |
| 50 м леђно       | Јанина Пич Немачка                                                | 27.00 РПр   | Тејлаја Зимер Аустралија                                                 | 27.25    | Гао Чанг Кина                                                           | 27.28    |
| 100 м леђно      | Јанина Пич                                                        | 58.02 РПр   | Тејлаја Зимер Аустралија                                                 | 58.27    | Гао Чанг Кина                                                           | 58.74    |
| 200 м леђно      | Маргарет Холцер Сједињене Државе                                  | 2:05.29     | Тејлаја Зимер Аустралија                                                 | 2:05.99  | Хана Маклин Нови Зеланд                                                 | 2:06.96  |
|                  |                                                                   |             |                                                                          |          |                                                                         |          |
| 50 м прсно       | Џејд Едмистоун Аустралија                                         | 30.22       | Брук Хансон Аустралија                                                   | 30.40    | Џесика Харди Сједињене Државе                                           | 30.48    |
| 100 м прсно      | Тара Кирк Сједињене Државе                                        | 1:05.25 РПр | Сузан ван Билјон Јужна Африка                                            | 1:05.62  | Џејд Едмистоун Аустралија                                               | 1:06.08  |
| 200 м прсно      | Ћи Хуеј Кина                                                      | 2:20.72     | Тара Кирк Сједињене Државе                                               | 2:21.77  | Луо Нан Кина                                                            | 2:23.49  |
|                  |                                                                   |             |                                                                          |          |                                                                         |          |
| 50 м делфин      | Тересе Алсхамар Шведска                                           | 25.76       | Фабиене Надараја Аустрија                                                | 25.95    | Ана Карин Камерлинг Шведска                                             | 26.07    |
| 100 м делфин     | Либи Лентон Аустралија                                            | 56.61       | Рејчел Комисарз Сједињене Државе                                         | 57.43    | Џесика Шипер Аустралија                                                 | 57.49    |
| 200 м делфин     | Џесика Шипер Аустралија                                           | 2:05.11 РПр | Франческа Сегат Италија                                                  | 2:05.91  | Јанг Ју Кина                                                            | 2:07.05  |
|                  |                                                                   |             |                                                                          |          |                                                                         |          |
| 100 м мешовито   | Брук Хансон Аустралија                                            | 1:00.16     | Хана Марија Сепала Финска                                                | 1:00.74  | Мартина Моравцова Словачка                                              | 1:01.41  |
| 200 м мешовито   | Ћи Хуеј Кина                                                      | 2:09.33     | Кејтлин Сандено Сједињене Државе                                         | 2:10.79  | Лара Керол Аустралија                                                   | 2:11.77  |
| 400 м мешовито   | Ћи Хуеј Кина                                                      | 4:34.28     | Алесија Филипи Италија                                                   | 4:35.38  | Анастасија Иваненко Русија                                              | 4:35.54  |
|                  |                                                                   |             |                                                                          |          |                                                                         |          |
| 4×100 м слободно | Холандија Инге Декер Хинкелин Схредер Хантал Грот Марлен Велдхојс | 3:33.32 СР  | Аустралија Шејн Риз Софи Едингтон Дени Мјатке Либи Лентон                | 3:34.95  | Шведска Јосефин Лилхаје Тересе Алсхамар Ана Карин Камерлинг Ида Матсон  | 3:36.13  |
| 4×200 м слободно | Аустралија Бронте Барат Џесика Шипер Шејн Риз Либи Лентон         | 7:46.96     | Кина Панг Ђајинг Танг Ђингџи Сју Јенвеј Јанг Ју                          | 7:47.07  | Сједињене Државе Кејт Циглер Рејчел Комисарз Аманда Вир Кејтлин Сандено | 7:49.16  |
| 4×100 м мешовито | Аустралија Тејлаја Зимер Џејд Едмистоун Џесика Шипер Либи Лентон  | 3:51.84 СР  | Сједињене Државе Маргарет Холцер Тара Кирк Рејчел Комисарз Марица Кореја | 3:55.65  | Кина Гао Чанг Луо Нан Џоу Јафеј Сју Јанвеј                              | 3:55.76  |

## Биланс медаља
| Позиција    | Држава           | Злато | Сребро | Бронза | Укупно |
| ----------- | ---------------- | ----- | ------ | ------ | ------ |
| 1           | Аустралија       | 12    | 9      | 4      | 25     |
| 2           | Сједињене Државе | 6     | 7      | 8      | 21     |
| 3           | Кина             | 5     | 1      | 6      | 12     |
| 4           | Јужна Африка     | 3     | 1      | 0      | 4      |
| 5           | Русија           | 3     | 0      | 4      | 7      |
| 6           | Италија          | 2     | 7      | 3      | 12     |
| 7           | Њемачка          | 2     | 1      | 3      | 6      |
| 8           | Украјина         | 2     | 1      | 2      | 5      |
| 9           | Шведска          | 1     | 2      | 3      | 6      |
| 10          | Холандија        | 1     | 1      | 1      | 3      |
| 11          | Бразил           | 1     | 0      | 1      | 2      |
| 11          | Казахстан        | 1     | 0      | 1      | 2      |
| 13          | Хрватска         | 1     | 0      | 0      | 1      |
| 14          | Аустрија         | 0     | 4      | 0      | 4      |
| 15          | Јужна Кореја     | 0     | 2      | 0      | 2      |
| 16          | Нови Зеланд      | 0     | 1      | 1      | 2      |
| 17          | Финска           | 0     | 1      | 0      | 1      |
| 17          | Словенија        | 0     | 1      | 0      | 1      |
| 17          | Венецуела        | 0     | 1      | 0      | 1      |
| 20          | Велика Британија | 0     | 0      | 2      | 2      |
| 21          | Словачка         | 0     | 0      | 1      | 1      |
| 21          | Норвешка         | 0     | 0      | 1      | 1      |
| 21          | Аргентина        | 0     | 0      | 1      | 1      |
| Укупно (23) | Укупно (23)      | 40    | 40     | 42     | 122    |